# Time, Illinois
Time là một làng thuộc quận Pike, tiểu bang Illinois, Hoa Kỳ. Năm 2010, dân số của làng này là 23 người.

## Dân số
Dân số qua các năm:
- Năm 2000: 29 người.
- Năm 2010: 23 người.